# トーマス郡 (ネブラスカ州)
トーマス郡 (Thomas County) は、アメリカ合衆国ネブラスカ州に位置する郡である。2000年現在、人口は729人である。ここの郡庁所在地はThedfordである。

## 地理
アメリカ合衆国統計局によると、この郡は総面積1,848 km2 (714 mi2) である。このうち1,846 km2 (713 mi2) が陸地で2 km2 (1 mi2) が水地域である。総面積の0.11%が水地域となっている。

## 人口動勢
2000年現在の国勢調査で、この郡は人口729人、325世帯、及び216家族が暮らしている。人口密度は0/km2 (1/mi2) である。0/km2 (1/mi2) の平均的な密度に446軒の住居が建っている。この郡の人種的構成は白人99.45%、アフリカン・アメリカン0.00%、先住民0.27%、アジア0.00%、太平洋諸島系0.00%、その他の人種0.00%、及び混血0.27%である。人口の0.82%がヒスパニックまたはラテン系である。
この郡内の住民は23.60%が18歳未満の未成年、18歳以上24歳以下が4.40%、25歳以上44歳以下が23.90%、45歳以上64歳以下が27.80%、及び65歳以上が20.30%にわたっている。中央値年齢は44歳である。女性100人ごとに対して男性は99.70人である。18歳以上の女性100人ごとに対して男性は90.80人である。
この郡の世帯ごとの平均的な収入は27,292米ドルであり、家族ごとの平均的な収入は36,618米ドルである。男性は25,662米ドルに対して女性は20,577米ドルの平均的な収入がある。この郡の一人当たりの収入 (per capita income) は15,335米ドルである。人口の14.30%及び家族の13.60%は貧困線以下である。全人口のうち18歳未満の21.30%及び65歳以上の17.30%は貧困線以下の生活を送っている。

## 村
- Halsey (一部)
- Seneca
- Thedford